# Spirorbis phylactaema
Spirorbis phylactaema är en ringmaskart som beskrevs av Brönnimann och Zaninetti 1972. Spirorbis phylactaema ingår i släktet Spirorbis och familjen Serpulidae. Inga underarter finns listade i Catalogue of Life.